# 1444
- Wikisource

| Calendário gregoriano                                                        | 1444 MCDXLIV                                         |
| Ab urbe condita                                                              | 2197                                                 |
| Calendário arménio                                                           | 893 – 894                                            |
| Calendário bahá'í                                                            | -400 – -399                                          |
| Calendário budista                                                           | 1988                                                 |
| Calendário chinês                                                            | 4140 – 4141 Início a 20 de janeiro (aproximadamente) |
| Calendário copta                                                             | 1160 – 1161                                          |
| Calendário etíope                                                            | 1436 – 1437                                          |
| Calendários hindus - Vikram Samvat - Calendário nacional indiano - Cáli Iuga | 1499 – 1500 1365 – 1366 4544 – 4545                  |
| Calendário Holoceno                                                          | 11444                                                |
| Calendário islâmico                                                          | 848 – 849                                            |
| Calendário judaico                                                           | 5204 – 5205                                          |
| Calendário persa                                                             | 822 – 823                                            |
| Calendário rúnico                                                            | 1694                                                 |
| Calendário solar tailandês                                                   | 1987                                                 |

1444 (MCDXLIV, na numeração romana) foi um ano bissexto do século XV do Calendário Juliano, da Era de Cristo, e as suas letras dominicais foram  E e D (53 semanas), teve início a uma quarta-feira e terminou a uma quinta-feira.
| Ano completo                           |
| -------------------------------------- |
| Ano bissexto com início à quarta-feira |

## Eventos
- Dinis Dias descobre o cabo Verde e a ilha de Palma.
- Primeiros registos históricos de grandes erupções vulcânicas na ilha de São Miguel, Açores.[carece de fontes?]
- Doação da capitania da ilha de São Miguel, Açores, a Gonçalo Velho Cabral.
- De 1444 a 1449 — Provável descoberta e reconhecimento da ilha Terceira, Açores de acordo com Gaspar Frutuoso.

## Nascimentos
- 17 de fevereiro — Rodolfo Agrícola, humanista e músico do norte dos Países Baixos  (m. 1485).
- Maomé XIII de Granada, 23º e penúltimo sultão do Reino Nacérida de Granada entre 1485 e 1486 ou 1487  (m. 1494).
- Donato di Angelo di Pascuccio, arquiteto italiano  (m. 1514).

## Mortes
- 10 de fevereiro — Luís Gonçalves do Amaral, bispo de Lamego e de Viseu.
- 9 de março — Leonardo Bruni, humanista, secretário papal, filósofo, historiador, tradutor e chanceler italiano  (n. 1369).
- 23 de junho — Marcos de Éfeso, arcebispo de Éfeso e santo da Igreja Ortodoxa, célebre pela defesa da Ortodoxia no Concílio de Basileia-Ferrara-Florença  (n. 1392).
- 8 de julho — Pier Paolo Vergerio, O Velho, foi humanista, médico, pedagogo, filósofo, poeta, historiador e jurista italiano  (n. 1370).
- 10 de novembro:
  - Giuliano Cesarini, o Velho, humanista, teólogo, cardeal e diplomata  (n. 1398).
  - Vladislau III da Polônia, rei da Polónia entre 1434 e 1444 e da Hungria entre 1440 e 1444  (n. 1424).
- José Albo, filósofo e rabino espanhol  (n. c. 1380).